# Isop
Isop (Hyssopus) er en slægt med 10-12 arter, som vokser i Nordafrika, Mellemøsten, Centralasien samt Syd- og Centraleuropa. Det er stauder eller dværgbuske med stedsegrønt, læderagtigt løv og uregelmæssige læbeblomster. Frugterne er kapsler med få frø. Her omtales kun den ene art, som dyrkes i Danmark.
I ældre ordbøger ses (også) formen ysop.
| Beskrevne arter |

- Ægte Isop (Hyssopus officinalis)